# Рушево
Рушево је насељено место у општини Чаглин, у Славонији, Република Хрватска.

## Историја
До нове територијалне организације место је припадало бившој великој општини Славонска Пожега.

## Становништво
На попису становништва 2011. године, Рушево је имало 265 становника.

## Попис1991.
На попису становништва 1991. године, насељено место Рушево је имало 320 становника, следећег националног састава:
| Попис 1991.‍  | Попис 1991.‍  | Попис 1991.‍ | Попис 1991.‍ | Попис 1991.‍ |
| ------------ | ------------ | ----------- | ----------- | ----------- |
|              |              |             |             |             |
| Хрвати       | Хрвати       |             | 311         | 97,18%      |
| Чеси         | Чеси         |             | 4           | 1,25%       |
| Срби         | Срби         |             | 2           | 0,62%       |
| неопредељени | неопредељени |             | 1           | 0,31%       |
| регион. опр. | регион. опр. |             | 1           | 0,31%       |
| непознато    | непознато    |             | 1           | 0,31%       |
| укупно: 320  |              |             |             |             |